# Siamotyrannus
Siamotyrannus là một chi khủng long, được Buffetaut V. Suteethorn & Tong mô tả khoa học năm 1996.